# Бертов, Юрген
Юрген Бертов (нем. Jürgen Bertow; род. 21 апреля 1950, Берлин) — немецкий гребец, выступавший за сборную ГДР по академической гребле в 1970-х годах. Бронзовый призёр летних Олимпийских игр в Монреале, чемпион мира, победитель и призёр многих регат национального значения.

## Биография
Юрген Бертов родился 21 апреля 1950 года в Берлине. Проходил подготовку в столичном спортивном клубе «Динамо».
Впервые заявил о себе в гребле в 1968 году, выиграв серебряную медаль в одиночках на юниорском мировом первенстве в Амстердаме. В 1973 году впервые стал чемпионом ГДР по академической гребле, одолев всех соперников в программе парных двоек.
Первого серьёзного успеха на взрослом международном уровне добился в сезоне 1974 года, когда вошёл в основной состав восточногерманской национальной сборной и выступил на чемпионате мира в Люцерне, где одержал победу в парных четвёрках.
В 1975 году побывал на мировом первенстве в Ноттингеме, откуда привёз награду серебряного достоинства, выигранную в парных двойках — уступил в финале команде из Норвегии.
Благодаря череде удачных выступлений удостоился права защищать честь страны на летних Олимпийских играх 1976 года в Монреале — вместе с напарником Хансом-Ульрихом Шмидом занял третье место в зачёте парных двоек, пропустив вперёд только экипажи из Норвегии и Великобритании — тем самым завоевал бронзовую олимпийскую медаль.
После монреальской Олимпиады Бертов ещё в течение некоторого времени оставался в составе гребной команды ГДР и продолжал принимать участие в крупнейших международных регатах. Так, в 1978 году он выступил на чемпионате мира в Карапиро, где занял четвёртое место программе рулевых двоек, остановившись в шаге от призовых позиций.
За выдающиеся спортивные достижения дважды награждался орденом «За заслуги перед Отечеством» в бронзе (1974, 1976).
Имея высшее образование в области гражданского строительства, в 1980-х годах открыл собственную строительную компанию.